# Pléguien
Pléguien (bretonisch: Plian) ist eine französische Gemeinde mit 1.440 Einwohnern (Stand: 1. Januar 2022) im Département Côtes-d’Armor in der Region Bretagne. Einwohner der Gemeinde werden Pléguiénais genannt.

## Geographie
Umgeben wird Pléguien von der Gemeinde Plouha im Norden, von Plourhan im Osten, von Tréguidel im Süden und von Lanvollon im Westen. Das Gemeindegebiet wird vom Fluss Kerguidoué durchquert.

## Bevölkerungsentwicklung
| 1962 | 1968 | 1975 | 1982 | 1990 | 1999 | 2008 | 2012 |
| 801  | 916  | 826  | 816  | 824  | 1011 | 1114 | 1264 |

## Sehenswürdigkeiten
- Schloss Bois de la Salle in Pléguien mit Taubenturm, erbaut im Jahr 1702 (Monument historique)[2]

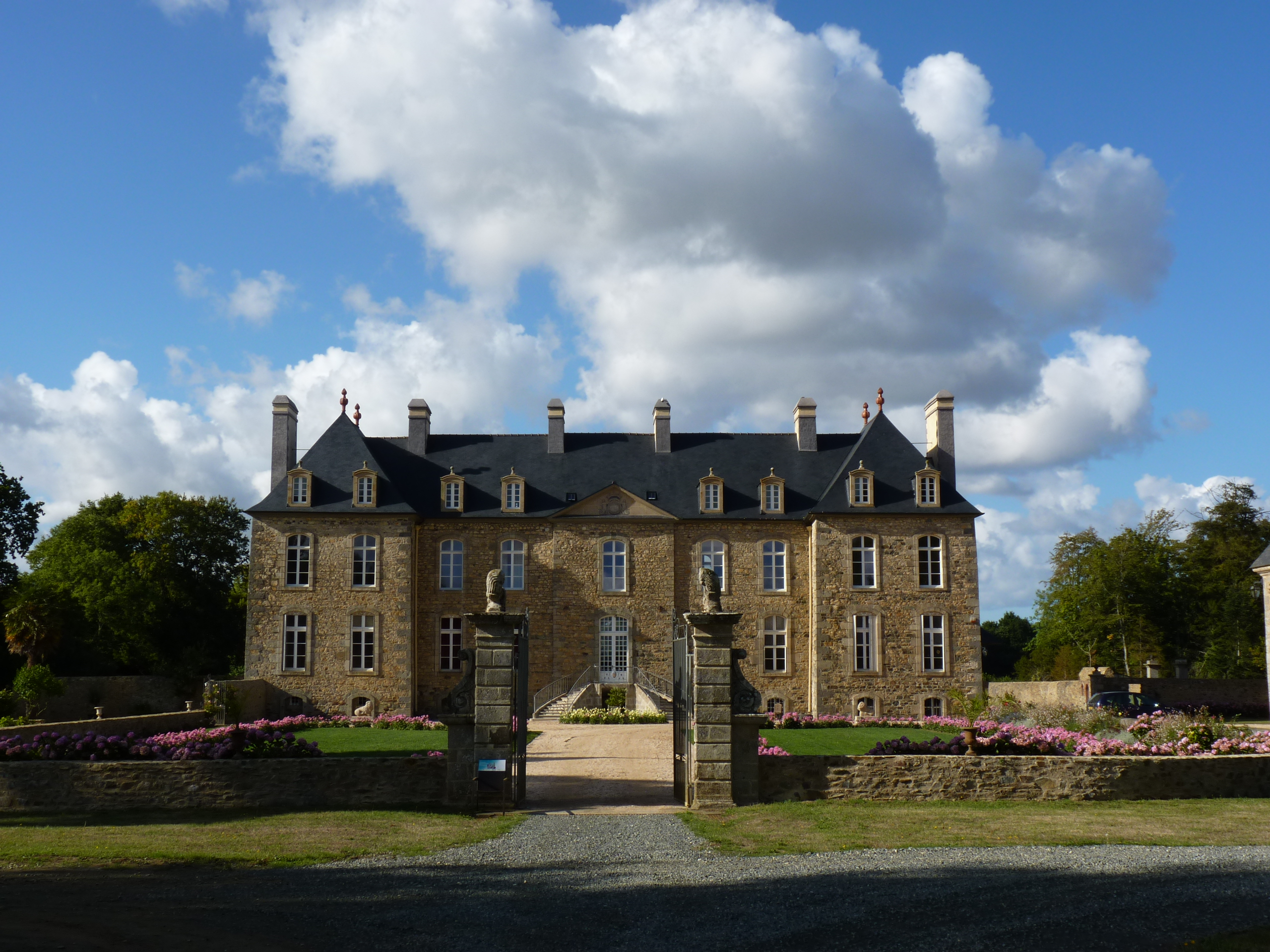
Schlossfront
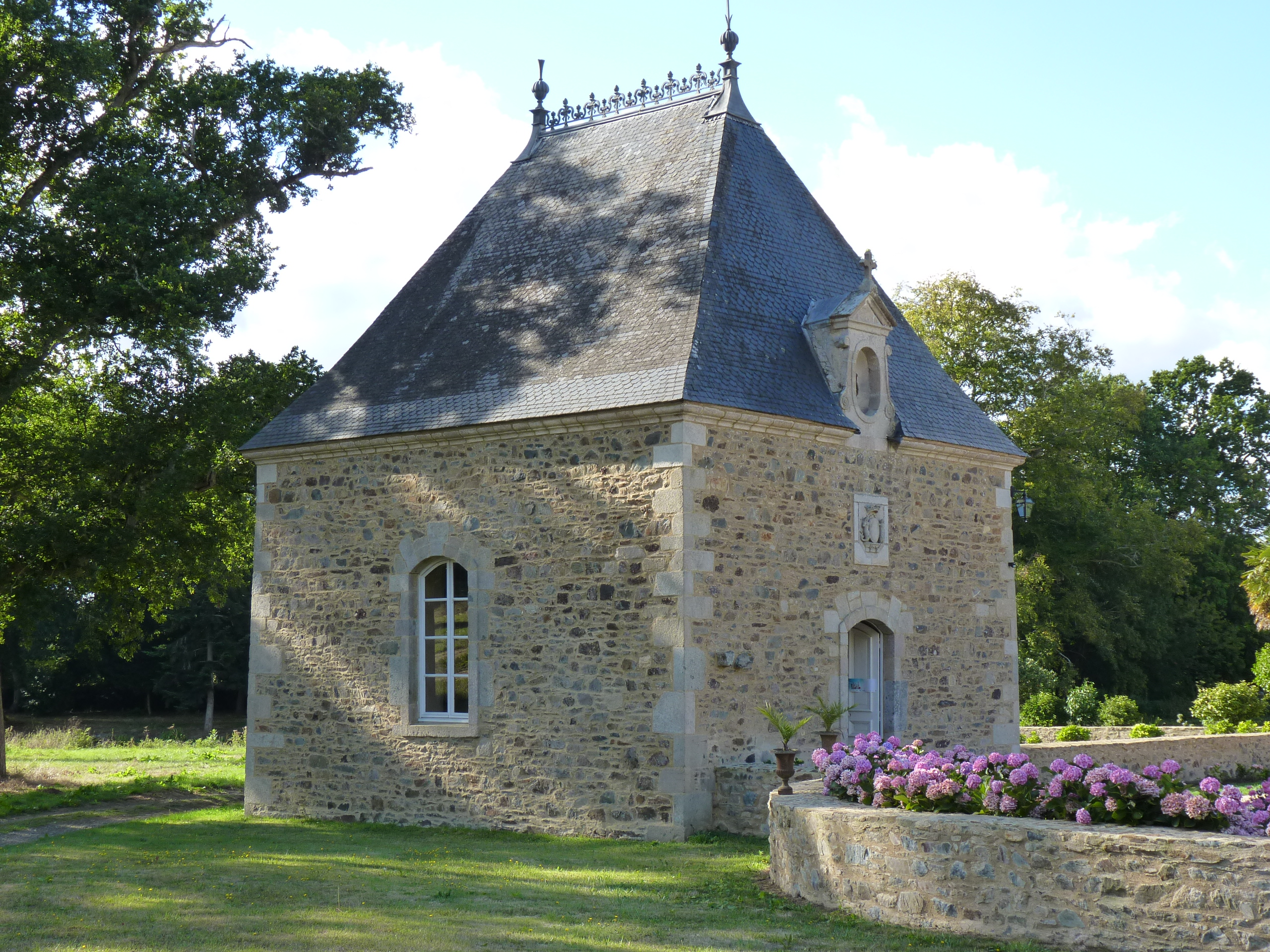
Kapelle
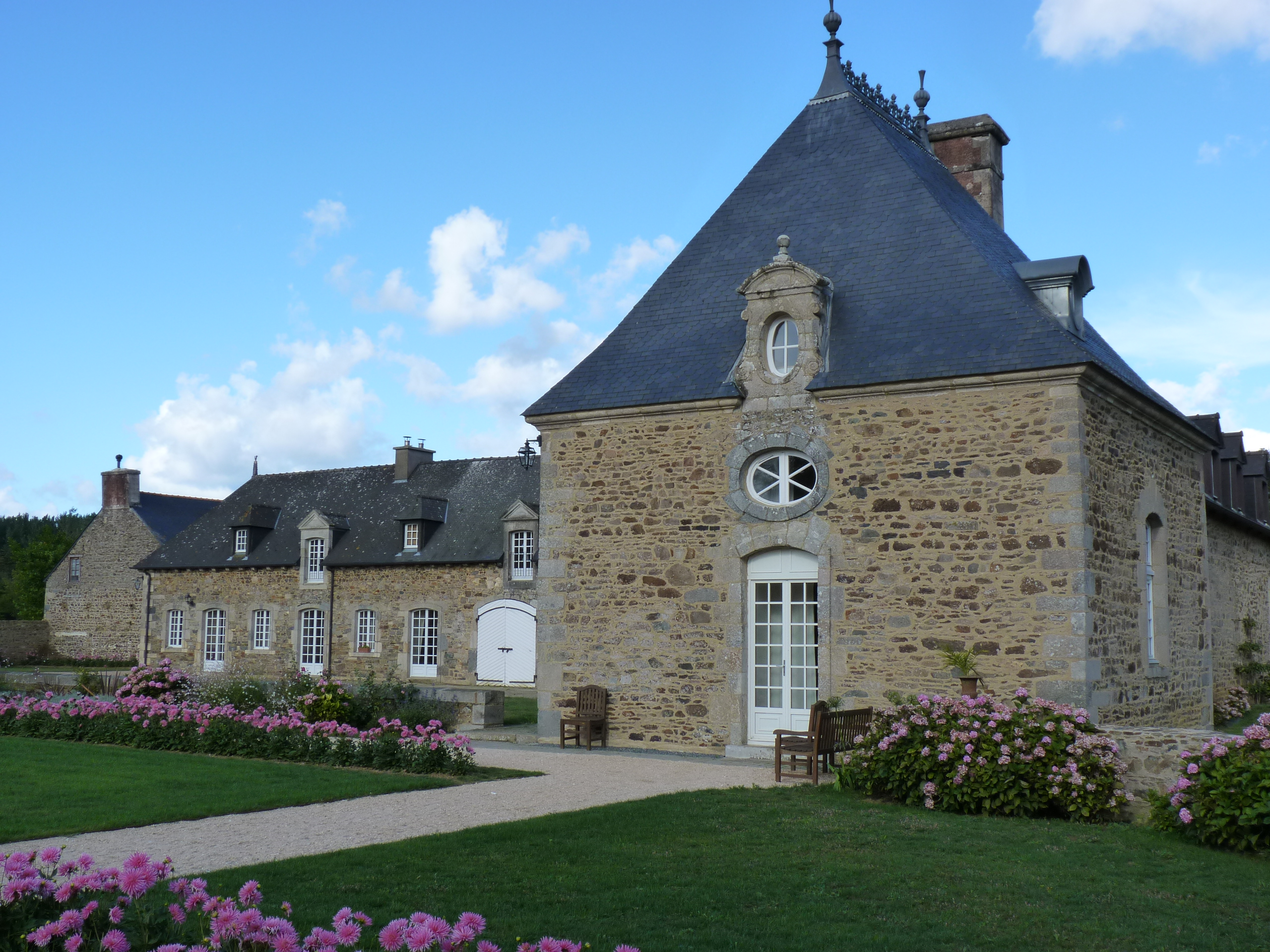
Schloss von der Seite
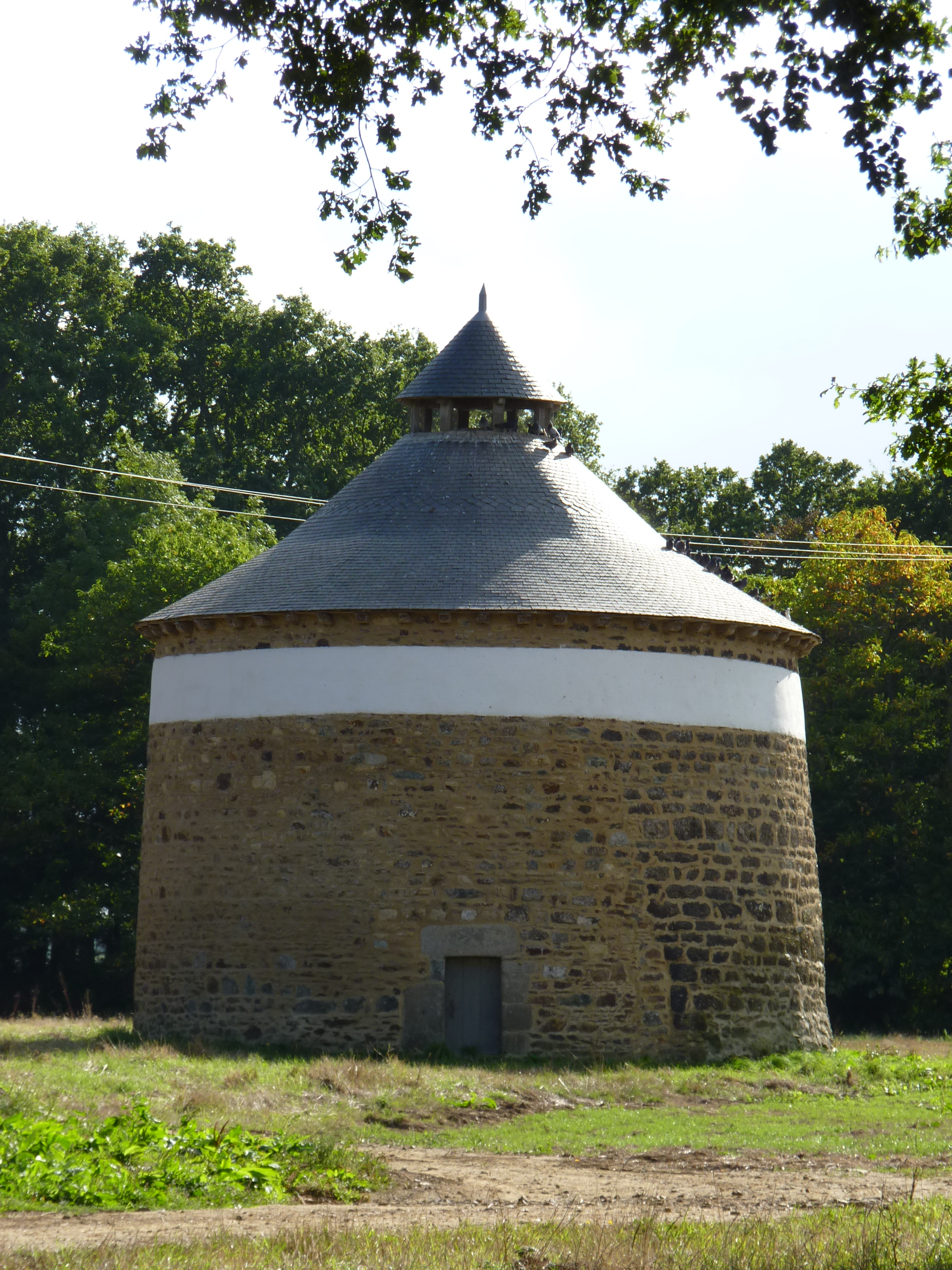
Taubenturm

## Persönlichkeiten

### In Pléguien geboren
- Vefa de Saint-Pierre (1872–1967), Schriftsteller

### Mit Pléguien verbunden
- Raymond Boizard (1938–1983), Mitglied des Generalrats Lanvollon-Plouha und Mitglied der Parti socialiste, starb 1983 in Pléguien